# Concrete Jungle (Lied)
Concrete Jungle (zu deutsch etwa „Beton-Dschungel“) ist ein Lied von den Wailers. Es wurde auf dem Studioalbum Catch a Fire (1973) als erstes von neun Lieder veröffentlicht.
Concrete Jungle zählt zu den eher bekannteren Songs von Bob Marley. Er wurde bei den Tourneen 1973 und 1975 regelmäßig gespielt und war auf den Welttourneen 1978 und 1979 fester Bestandteil jedes Auftrittes. Auf dem Live-Album Babylon By Bus (1978) ist ein Live-Mitschnitt von Concrete Jungle zu hören.

## Name
Der Name des Songs rührte einerseits von den Eindrücken, welche Marley bei seinem ersten Aufenthalt in den USA (in Delaware bei seiner Mutter) von den vielen Wolkenkratzern aus Beton hatte. Vor allem aber veranlasste ein städtisches Entwicklungsprojekt in Kingston, in dessen Rahmen die Quartiere Newland Town und Arnett Gardens im Bezirk Greenwich Park Road weitgehend abgerissen worden waren, die Band dazu, einen Song über die Entwicklung der Stadt zu einem wahrhaftigen Beton-Dschungel zu schreiben.

## Statistische Daten
Die Albumversion hat die Tonart e-Moll; auch auf Live-Auftritten wurde der Song in e-Moll gespielt. Die Dauer der Albumversion beträgt etwas mehr als vier Minuten.

## Liedtextbeschreibung
Der Songtext handelt von der Tristesse des Lebens in der Großstadt voller Betonhochhäuser, wo das Leben voller Konfusionen und Illusionen und härter sei als sonst wo, und weder Sonne noch Mond scheine. Obwohl keine Ketten an den Füßen seien, sei man nicht frei. Es gebe keine Zärtlichkeit und Liebkosungen, und man frage sich dauernd, wo überhaupt Liebe zu finden sei.

## Musikbeschreibung
Das Stück wurde von Chris Blackwell produziert; für die Aufnahme zeichnet Toningenieur Tony Platt verantwortlich. Es beginnt mit einem jagenden Bassdrum-Rhythmus, begleitet von der Orgel und dem schließlich einsetzenden E-Bass, bis es in einen klassischen Reggae-Rhythmus mit der typischen Offbeat-Instrumentierung und dem One Drop des Schlagzeugs übergeht. Im Vergleich zu späteren Songs hat Concrete Jungle ein relativ hohes Tempo. Marley singt den Hauptpart und wird im Hintergrund von Tosh und Wailer begleitet (bei späteren Auftritten von den I-Threes). Der Part der Rhythmusgitarre hat eine gewisse Ähnlichkeit mit jenem Part des Songs Sun Is Shining.

## Andere Versionen
Es existiert eine so genannte „jamaikanische“ Version von Concrete Jungle, welche bei der ersten Veröffentlichung von Catch a Fire in Jamaika nur dort erhältlich war. Die „Catch a Fire Deluxe Edition“ enthält auf der ersten CD die Songs vom Originalrelease von 1972 in Europa und den USA, auf der zweiten CD die gleichen Songs der jamaikanischen Schallplatte (ebenfalls 1972). Die Dauer ist etwa gleich, die Tonart jedoch ist f-Moll. Der größte Unterschied ist zu Beginn zu hören: die Rhythmusgitarre setzt noch während des jagenden Bass-Drumintros ein und ist der Rhythmusgitarre von Sun Is Shining noch ähnlicher.
Eine weitere Version ist auf wenigen Sonderausgaben zu finden. Diese besteht aus dem Instrumental der „jamaikanischen“ Version und einem alternativen Vokalpart; außerdem sind akustische Gitarren als Begleitung zu hören. Die Dauer dieser Version beträgt ebenfalls etwas mehr als vier Minuten und die Tonart ist wiederum e-Moll.